# Nabiyah Be
Nabiyah Be (Nabiyah Najam Silva Bashir, Salvador, 31 de janeiro de 1992), é uma cantora, compositora, produtora musical e atriz brasilo-jamaicana. Ela foi a primeira mulher negra brasileira a ganhar o Drama Desk Award, com a peça School Girls or The African Mean Girls Play, um dos mais importantes prêmios de teatro dos Estados Unidos. Também foi a primeira brasileira negra a estrelar um filme da Marvel, interpretando a vilã Linda, parceira do personagem de Michael B. Jordan  em Pantera Negra. Além disso, ela foi a primeira protagonista do musical Hadestown, vencedor do Tony Award e do Grammy. Na TV, interpretou Simone Jackson na série da Amazon Prime Daisy Jones & The Six, onde contribuiu para a adaptação da personagem do livro para a série, que posteriormente foi premiada com o Emmy.

## Biografia
Nabiyah Be nasceu em 31 de janeiro de 1992, em Salvador, Bahia, filha do cantor de reggae Jimmy Cliff e da psicóloga paulista Sônia Gomes. Seus pais se conheceram por intermédio da cantora Margareth Menezes. Durante sua infância, Nabiyah viveu no bairro de Piatã, onde foi vizinha da cantora Daniela Mercury, com quem trabalhou como backing vocal na adolescência.
Ainda na infância e adolescência, Nabiyah participou de diversas produções teatrais em Salvador com sua companhia de teatro, incluindo O Pagador de Promessas, no Teatro Gregório de Matos e O Fantasma de Canterville na Sala do Coro do Teatro Castro Alves, este último vencedor do Prêmio Braskem de Teatro. Sua exposição a diferentes formas de arte e cultura nesse período contribuiu significativamente para a formação de sua identidade artística.
Em 2010, fez seu último show solo no Pelourinho, intitulado "Rebel in Me". Em agosto do mesmo ano, mudou-se para Nova Iorque, onde buscou expandir suas habilidades artísticas. Lá, ingressou na Pace University e na New York Jazz Academy, desenvolvendo-se como atriz, cantora e produtora musical autodidata. Sua formação foi marcada por uma gama diversificada de influências musicais, que incluíam tanto a Música Popular Brasileira quanto gêneros como soul, pop e R&B. Artistas como Caetano Veloso, Gilberto Gil, Gal Costa, Milton Nascimento, Destiny’s Child, Whitney Houston, Amy Winehouse, James Brown, Ella Fitzgerald, Sly and the Family Stone e Björk tiveram grande impacto em sua trajetória, contribuindo para a criação de um estilo único que mescla diferentes culturas e sonoridades.

## Filmografia
| Ano  | Título                | Papel          | Notas                      |
| ---- | --------------------- | -------------- | -------------------------- |
| 2018 | Black Panther         | Linda          |                            |
| 2021 | White Wedding         | Bella          | Curta-metragem             |
| 2023 | Daisy Jones & The Six | Simone Jackson | Protagonista, 10 episódios |